# Tarbaleus ferrugineus
Tarbaleus ferrugineus is een rechtvleugelig insect uit de familie Dericorythidae. De wetenschappelijke naam van deze soort is voor het eerst geldig gepubliceerd in 1922 door Willemse.